# Ficus baccaureoides
Ficus baccaureoides är en mullbärsväxtart som beskrevs av Edred John Henry Corner. Ficus baccaureoides ingår i släktet fikonsläktet, och familjen mullbärsväxter. Inga underarter finns listade i Catalogue of Life.